# Семонь
Семонь (пол. Siemoń) — село в Польщі, у гміні Злавесь-Велика Торунського повіту Куявсько-Поморського воєводства.
Населення — 759 осіб (2011).
У 1975-1998 роках село належало до Торунського воєводства.

## Демографія
Демографічна структура станом на 31 березня 2011 року:
|          | Загалом | Допрацездатний вік | Працездатний вік | Постпрацездатний вік |
| -------- | ------- | ------------------ | ---------------- | -------------------- |
| Чоловіки | 381     | 87                 | 257              | 37                   |
| Жінки    | 378     | 78                 | 224              | 76                   |
| Разом    | 759     | 165                | 481              | 113                  |